# Rockford Fury
I Rockford Fury sono stati una società di pallacanestro statunitense con sede a Rockford, nell'Illinois.
Nacquero nel 2006 a Hammond come Hammond Rollers nella ABA 2000, trasferendosi prima dell'inizio della stagione a Dixon e rinominandosi Sauk Valley Rollers. Al termine della stagione si trasferirono a Rockford, passando nella PBL, dove arrivarono terzi nella Eastern Division. Persero la semifinale di conference con gli Arkansas Impact. Scomparvero al termine della stagione.

## Stagioni
| Stagione | Lega     | Denominazione       | V  | P  | %    | Piazzamento | Play-off                 |
| -------- | -------- | ------------------- | -- | -- | ---- | ----------- | ------------------------ |
| 2006-07  | ABA 2000 | Sauk Valley Rollers | 13 | 14 | 48,1 | 2º          | -                        |
| 2008     | PBL      | Rockford Fury       | 9  | 11 | 45,0 | 3º          | Semifinale di conference |